# أشلي وليامز (ملاكم)
أشلي وليامز (بالإنجليزية: Ashley Williams)‏ مواليد 2 يونيو 1991 في ويلز، هو ملاكم محترف ويلزي. حقق الميدالية البرونزية في دورة ألعاب الكومنولث 2014.

## الميداليات
| الميدالية | المسابقة                  |
| --------- | ------------------------- |
| برونزية   | دورة ألعاب الكومنولث 2014 |